# Nowe Karcze
Nowe Karcze (prononciation : [ˈnɔvɛ ˈkart͡ʂɛ]) est une localité polonaise de la gmina de Szczaniec dans le powiat de Świebodzin de la voïvodie de Lubusz dans l'ouest de la Pologne.
Elle se situe à environ 6 kilomètres au nord-ouest de Szczaniec (siège de la gmina), 10 kilomètres au nord-est de Świebodzin (siège du powiat), 43 kilomètres au nord de Zielona Góra (siège de la diétine régionale) et 55 kilomètres au sud-est de Gorzów Wielkopolski (capitale de la voïvodie).
La localité comptait approximativement une population de 50 habitants en 2006.

## Histoire
Après la Seconde Guerre mondiale, avec la mise en œuvre de la ligne Oder-Neisse, la localité est intégrée à la République populaire de Pologne. La population d'origine allemande est expulsée et remplacée par des polonais.
De 1975 à 1998, la localité appartenait administrativement à la voïvodie de Zielona Góra.

Depuis 1999, elle appartient administrativement à la voïvodie de Lubusz